# Victoria Bergsman
Victoria Bergsman (n. 4 de mayo de 1977) es una compositora, música y vocalista sueca conocida principalmente por ser la cantante del grupo de indie pop, The Concretes, desde 1995 hasta que lo abandonó en 2006.
Desde que anunció que dejaba la banda el 24 de julio de 2006, ha estado grabando su nuevo proyecto en solitario, Taken by Trees. En ese mismo año, Bergsman ha colaborado como cantante invitada en el exitoso sencillo del grupo Peter Bjorn and John, "Young Folks", de su álbum Writer's Block.
En 2007, finalmente comenzó su proyecto en solitario llamado Taken by Trees con el que lanzó tres álbumes de estudio; Open Field (2007) East of Eden (2009) y Other Worlds (2012).